# تل جن
تل جن (بالفارسية: تپه جن) هو تل تاريخي يعود إلى الألفية الأولى قبل الميلاد، ويقع في مقاطعة كاشمر، مقابل لمرقد محمد. وتم تسجيل هذا التل في 13 أغسطس 2005 مع رقم تسجيل 13305 باعتباره أحد التراث الوطني الإيراني.